# آنتسیافابوسیترا
آنتسیافابوسیترا (به لاتین: Antsiafabositra) یک منطقهٔ مسکونی در ماداگاسکار است که در مائوتنانا واقع شده‌است. آنتسیافابوسیترا ۸٬۰۰۰ نفر جمعیت دارد و ۳۸۸ متر بالاتر از سطح دریا واقع شده‌است.